# Grzegorz Branicki
Grzegorz Branicki  z Branic, z Ruszczy (ur. ok. 1534, zm. 1595) – polski hrabia, łowczy krakowski od 1563, burgrabia krakowski od 1590 oraz starosta niepołomicki.
W 1596 jego syn Jan Branicki (ok. 1568-1612) – kasztelan biecki, żarnowski oraz starosta niepołomicki i krzeczowski, ufundował  kaplicę  południową w kościele parafialnym Dziesięciu Tysięcy Męczenników w Niepołomicach, w której umieścił renesansowy nagrobek rodziców Grzegorza Branickiego i jego żony Katarzyny Branickiej (ur. ok. 1550, zm. 1588).  
Drugi jego syn Stanisław Branicki był rotmistrzem królewskim 1596, miecznikiem koronnym 1605, dzierżawcą ceł koronnych 1605, starostą chęcińskim i lelowskim, (ur. ok. 1574, zm. 1620); małżonek od 1595 Heleny Tarłówny. 
Syn Kasper Branicki był proboszczem i oficjałem tarnowskim, kanonikiem krakowskim, (ur. ok. 1575, zm. 1602).